# Joseph Vanoverberghe
Joseph Vanoverberghe (Roeselare, 29 juli 1932 – Roeselare, 18 januari 2009) was een Belgisch politicus voor de CVP. Hij was decennialang schepen in Roeselare en was vooral van belang voor de mobiliteit in de stad. Hij stond aan de wieg van de afvalintercommuncale IVRO.

## Levensloop
Joseph Vanoverberghe was beroepshalve tuinbouwer. Al op jonge leeftijd engageerde hij zich in de lokale politiek. Hij werd in 1958 verkozen als gemeenteraadslid in Roeselare voor de CVP. Hij was een van de weinige landbouwkandidaten in de stad Roeselare die in de raad zetelde. Vanoverberghe werd in 1971 schepen. Hij zou bijna 28 jaar in dienst blijven en werd zo het vaste gezicht van de landbouwersfractie binnen de CVP Roeselare in het schepencollege.
De opvallendste resultaten bereikte Vanoverberghe toen hij de bevoegdheden openbare werken, ruimtelijke ordening en mobiliteit toegewezen kreeg. De mobiliteit in de stad Roeselare is voor een groot gedeelte door Vanoverberghe bepaald. Hij speelde een rol bij de uitbouw van de ringwegen rond de stad en bekwam dat de stad Roeselare drie op- en afritten op de autosnelweg E403 kreeg. In het midden van de jaren 1980 werd zijn mobiliteitsplan ingevoerd waarbij de leefbaarheid van het stadscentrum aangepakt werd door de massale invoering van eenrichtingsverkeer en het afstoten van snel en groot verkeer in het centrum. Hij is ook de grondlegger van het Algemeen Plan van Aanleg (A.P.A.) van de stad Roeselare, een van de weinige A.P.A.'s die ooit gerealiseerd werden in Vlaanderen.
In 1979 was Joseph Vanoverberghe de stuwende kracht achter de oprichting van de afvalintercommunale IVRO. Deze intercommuncale verenigt Roeselare en verschillende andere steden en gemeenten in hun werking rond afvalverwerking. De IVRO beheert onder meer een eigen verbrandingsoven. Vanoverberghe leidde 22 jaar lang de IVRO. Onder zijn bewind kwam het ot een fusie met de afvalintercommunale uit Menen. Na de fusie heet de intercommunale MIROM. Haar werkgebied strekt zich uit van Wingene en Torhout in het noorden tot Menen in het zuiden. Vanoverberghe bleef schepen tot hij in september 1998 ontslag nam. Hij bleef wel nog in de gemeenteraad zetelen tot en met 2000 wanneer hij niet meer aan de gemeenteraadsverkiezingen deelnam. 